# Petite-Forêt
Petite-Forêt is een gemeente in het Franse Noorderdepartement (Frans: département du Nord) (regio Hauts-de-France). De gemeente telde op 1 januari 2022 5.058 inwoners en maakt deel uit van het arrondissement Valenciennes.

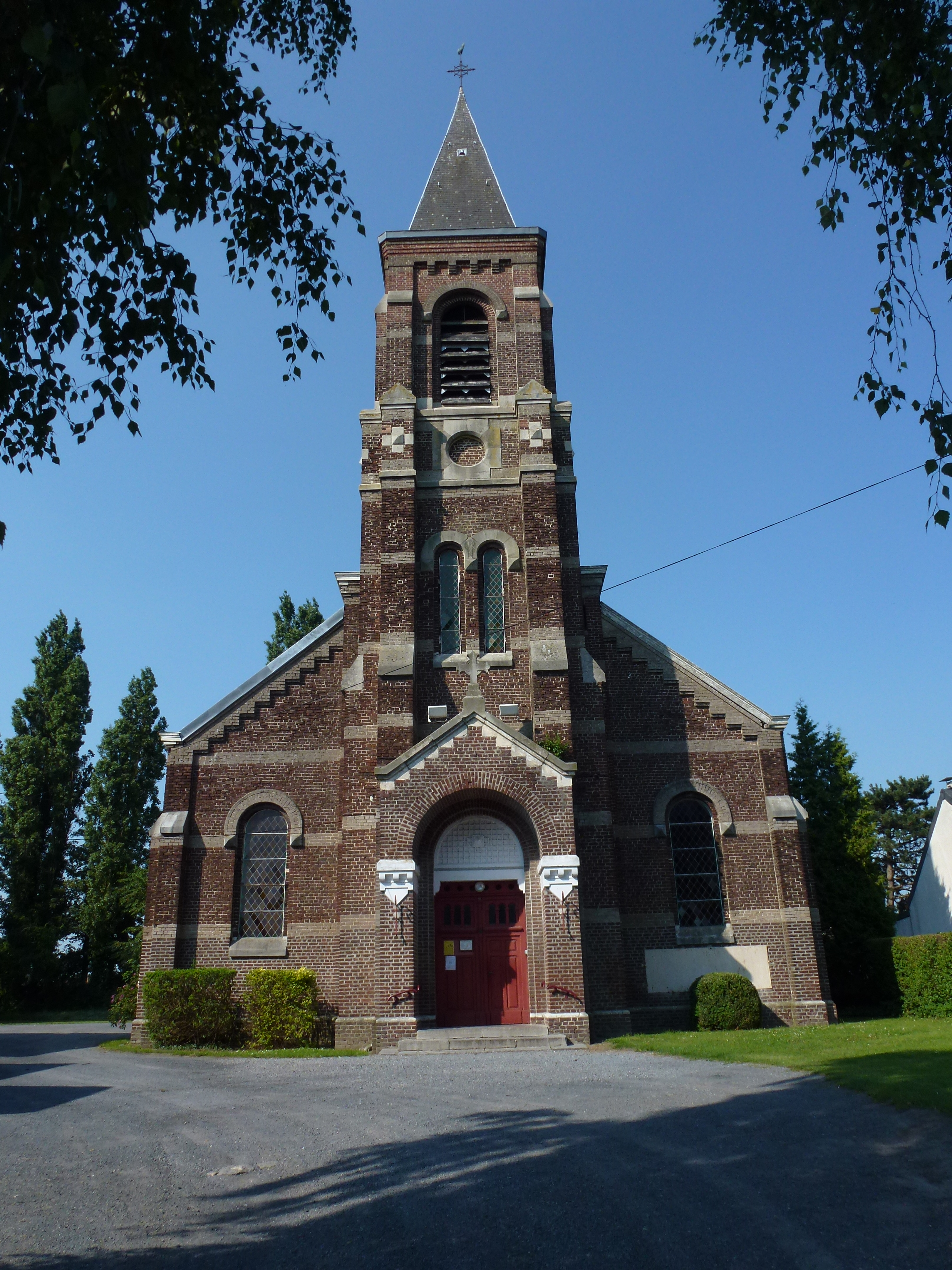
Kerk Sainte-Marie-Madeleine

## Geografie
De oppervlakte van Petite-Forêt bedroeg op 1 januari 2022 4,55 vierkante kilometer; de bevolkingsdichtheid was toen 1.111,6 inwoners per km².

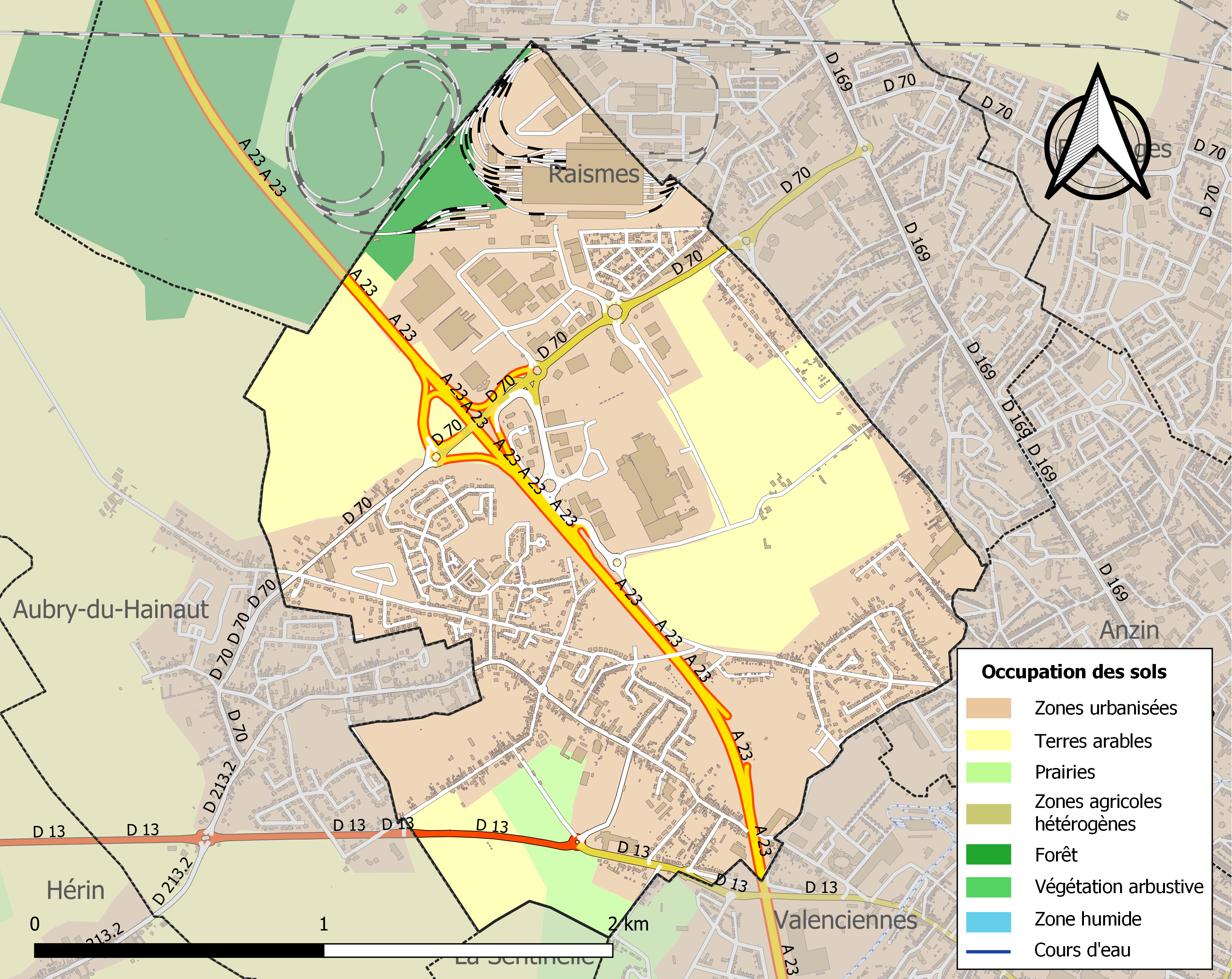
Kaart van de gemeente met belangrijkste infrastructuur, bodemgebruik en omliggende gemeenten

## Geschiedenis
De stad Valenciennes was in de 16de eeuw een bloeiende handelsstad. De ideeën van de Reformatie kregen hier enig gehoor, wat leidde tot verwoestingen in de dorpen in de omgeving. Er werden jezuïeten naar Valenciennes gestuurd. Een jezuïet die lesgaf aan het college van Valenciennes vond het vreemd dat in de omgeving nergens de Heilige Maagd werd vereerd en zijn leerlingen besloten in de nabijgelegen bossen in 1625 een heiligdom op te trekken. In een holle eik werd een beeldje van Maria geplaatst in een bos dat men het "Petite Forêt de Raismes" noemde. Het beeld werd vereerd als Notre-Dame-de-Bonne-Espérance. Er werd een altaar geplaatst, en de plek groeide uit tot een klein lokaal bedevaartsoord. De populariteit van de plaats bereikte ook de eigenaar van het bos, de prins van Arenberg, die er vanaf 1626 een eerste kerkje liet optrekken.
Enkele jaren later werd hier ook een klooster opgetrokken, waar in 1633 de Karmelieten hun intrek in namen. De eerste kerk werd vergroot in 1637 en 1685. In 1680 werd hier ook een verpleegpost gebouwd. In 1735 kwam er een brouwerij en bakkerij. Op de 18de-eeuwse Cassinikaart is de plaats als Bonne Esperance aangeduid. De kerk werd vernield tijdens de Franse Revolutie en de kerkelijke gronden, zo'n 128 hectare groot, werden verkocht.
Het ontstane gehuchtje werd op het eind van het ancien régime een gemeente met de naam Petite-Forêt-de-Raismes. In 1865 werd de naam verkort tot Petite-Forêt. In 1897 werd een nieuwe kerk opgetrokken.

## Bezienswaardigheden
- De Kerk Sainte-Marie-Madeleine

## Demografie
Onderstaande figuur toont het verloop van het inwonertal (bron: INSEE-tellingen).

## Verkeer en vervoer
Door de gemeente loopt de autosnelweg A23, die er een op- en afrit heeft.